# Kooperativa förbundets arkitektkontor

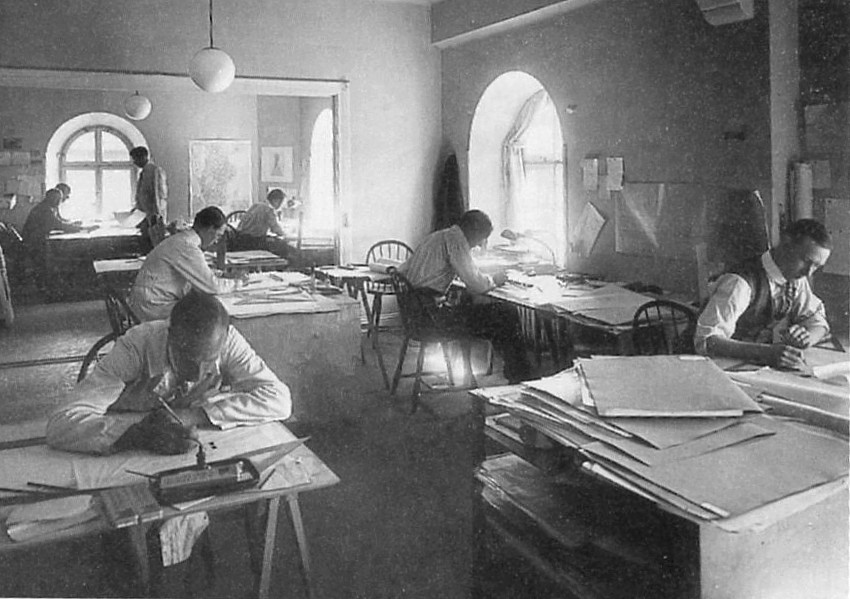
Arbete vid KF:s arkitektkontor i lokalerna på Stadsgården 12, 1927.

Kooperativa Förbundets Arkitekt- och Ingenjörsbyrå även kort kallat KFAI, var Kooperativa Förbundets eget arkitektkontor. På 1930-talet sysselsatte det över 70 medarbetare och var då Sveriges största arkitektkontor. KFAI ritade utöver matbutiker, varuhus och stormarknader även bostäder, fabriksanläggningar och restauranger.

## Historik

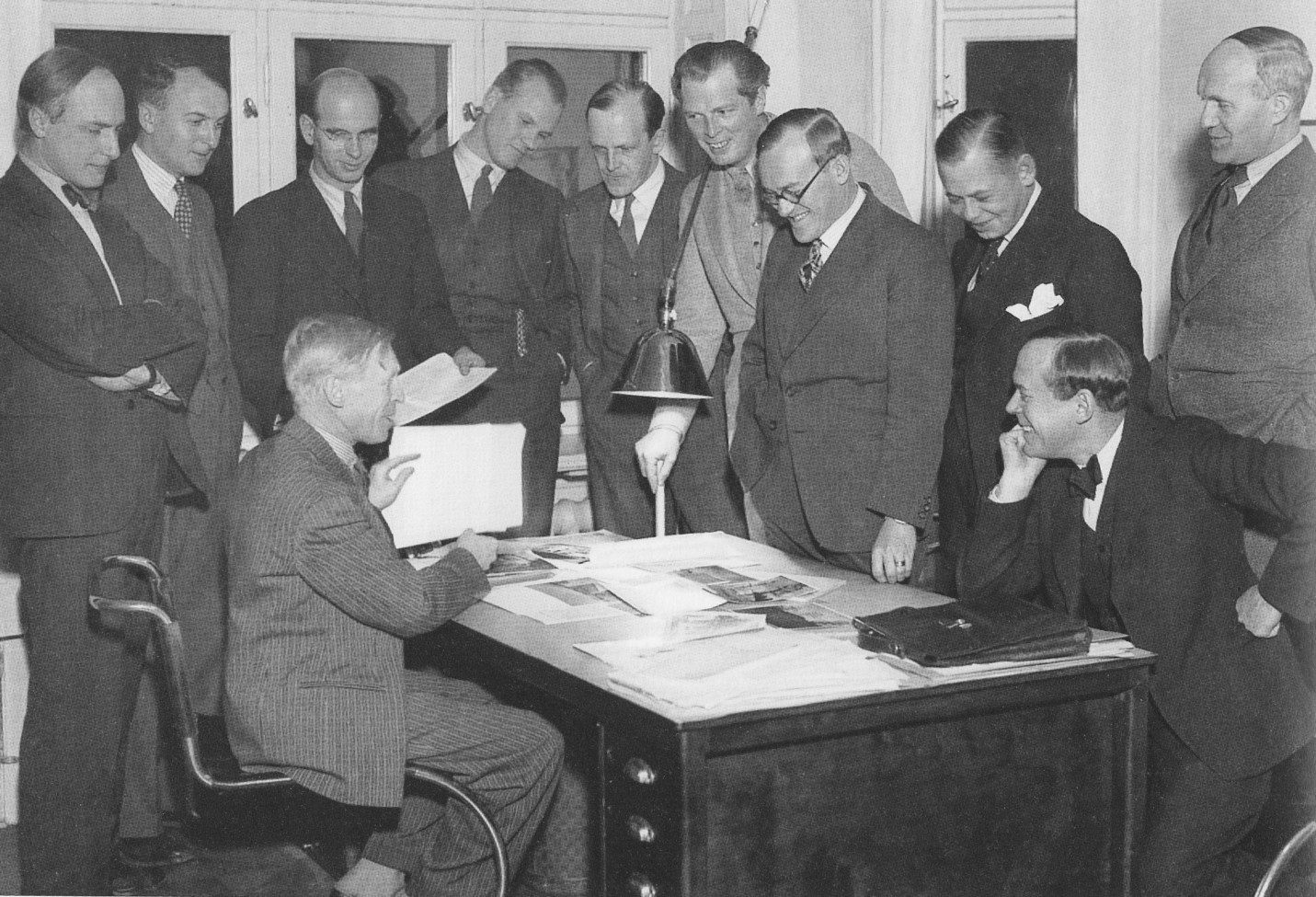
Eskil Sundahl sittande vid sitt skrivbord 1934, i kretsen av sina avdelningschefer; från vänster Haqvin Carlheim-Gyllensköld, Artur von Schmalensee, Olof Thunström, Dag Ribbing, Ville Tommos, Olof Hult, Eric Rockström, Gösta Hedström, Sune Flök och sittande Erik Lund.

KFAI grundades 1925, för att tillgodose kooperationens stora behov av välplanerade, funktionella byggnader. En förebild fanns i den brittiska kooperationen Co-operative Wholesale Societys arkitektkontor som bildats redan 1896. Även i Danmark, Norge och Finland grundade kooperationerna egna arkitektkontor vid samma tid. KFAI var det största av de nordiska, det skedde återkommande utbyten mellan kontoren.
Kontoret praktiserade ”arbetsgemenskapens princip”, som det hette i en skrift från 1935. Kontoret var indelat i självständiga avdelningar. Man diskuterade gemensamt frågor av större betydelse och tog del av varandras framsteg eller svårigheter. Detta, så hette det, ”stimulerar de enskildas prestationer och ger samtidigt kontorets arbete en tydlig förnimbar kollektiv underton”. Under 1920-talet fokuserade KFAI på butiker och butiksinredningar, en kompetens som levde vidare genom kontorets hela historia. Stor vikt lades vid att utveckla butiksinredningskoncept, 1922 skapades en första butiksstandard för KF. KFAI ritade speceributiker, charkbutiker och brödbutiker. Eskil Sundahl låg bakom idén att alla kooperationens affärsbyggnader skulle ha en enhetlig stil ”ur reklamsynpunkt”. Men arkitektens uppgift var inte bara kommersiell, tyckte Sundahl, utan kooperationen hade även ett kulturellt ansvar och KFAI var en viktig bärare av detta ansvar. Kontoret hade inte bara uppdrag från kooperationen, ett exempel är bussgaraget vid Hornsberg från 1931, där AB Stockholms Spårvägar var beställare. 
Ett gott exempel på 1920-talsklassicism, innan KF:s arkitekter var på väg att ta steget in i funktionalismen, är Köpmangården i Skellefteå. Byggnaden uppfördes 1928 av Skellefteå Kooperativa Handelsförening efter ritningar av Sune Flök och Eskil Sundahl. Från 1930-talet och framåt gällde genomgående modernistisk arkitektur på KFAI. Sune Flöks konsumbutik i Skillingsfors i Värmland är ett exempel. Byggnaden ”lös som en sockerbit vid vägskälet i ingenmansland i djupaste Värmland intill den norska gränsen…”, menade arkitekturskribenten Peder Alton 2004 i Dagens Nyheter.

### KFAI och modernismen

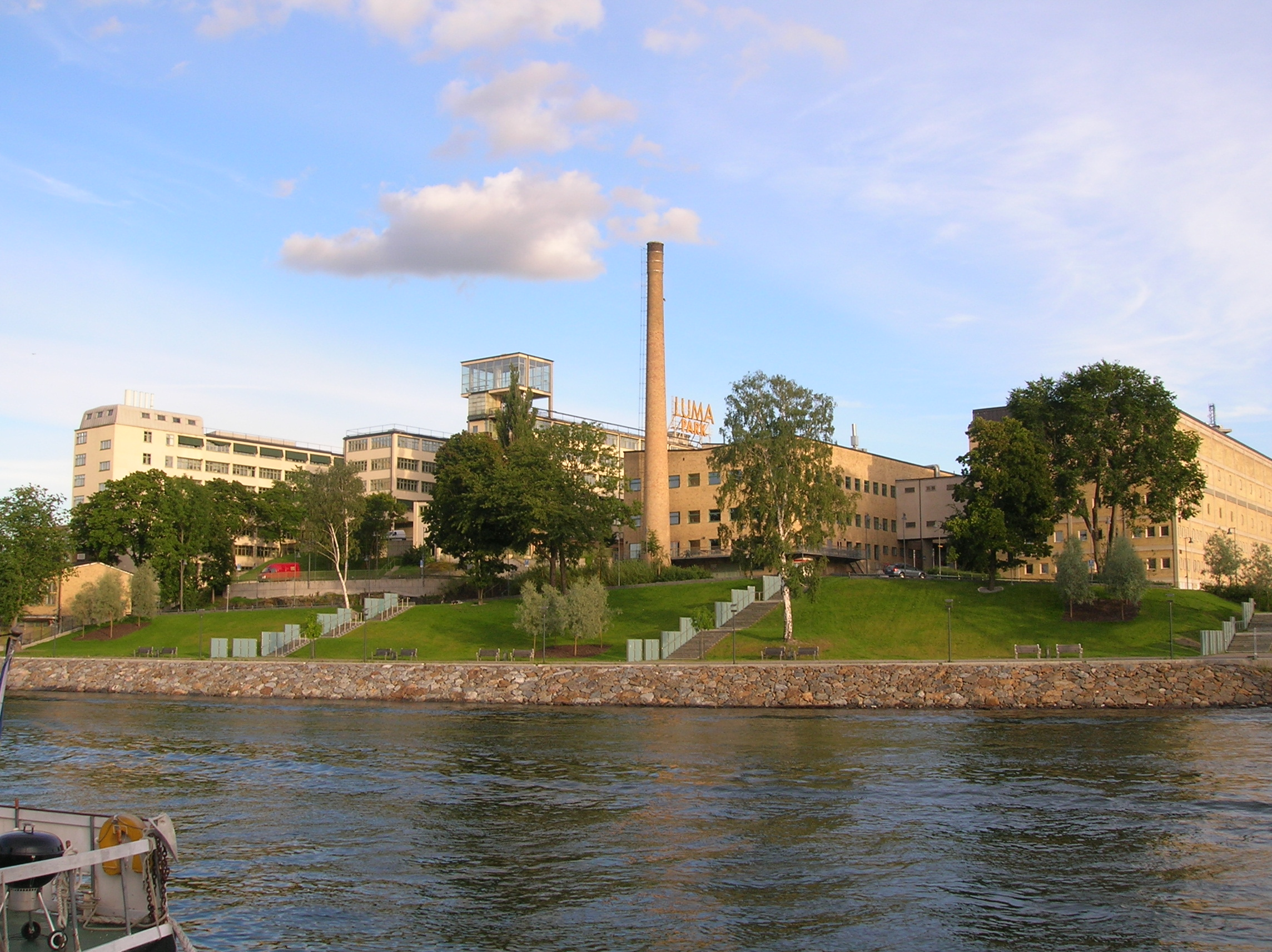
Lumafabriken 2005.

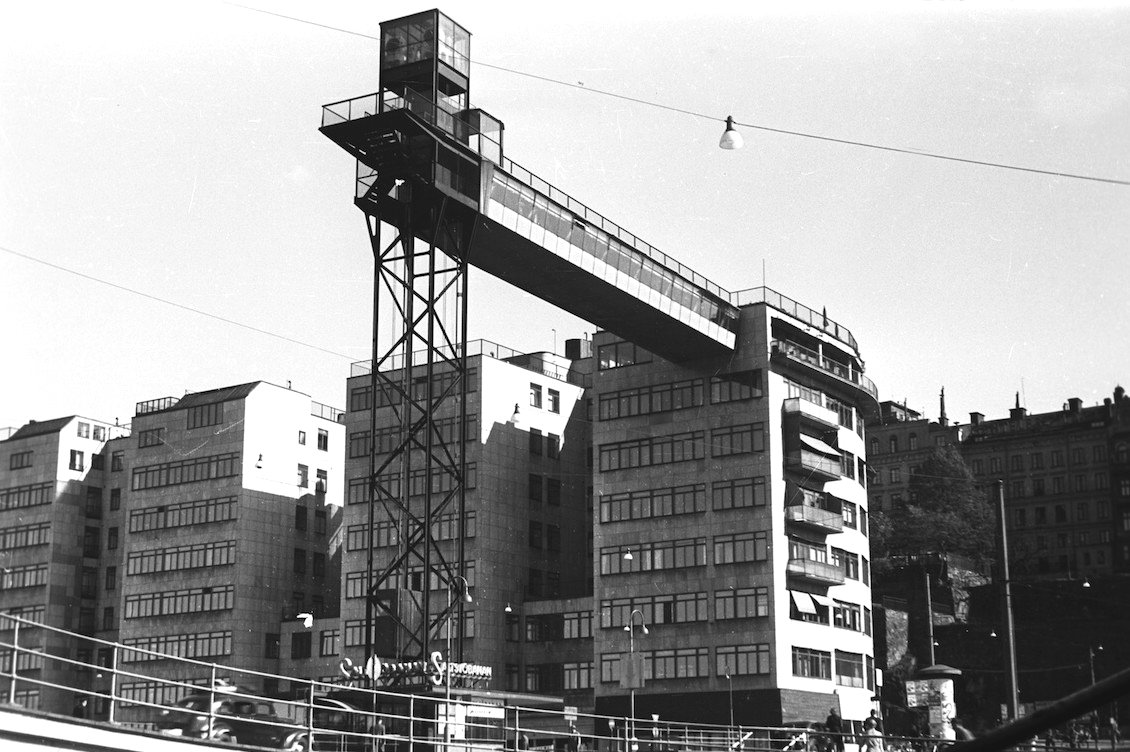
Katarinahissen, 1941

KFAI stod för den moderna, funktionalistiska sakligheten, där socialt engagemang parades med stark formkänsla. KFAI har därmed i hög grad påverkad svensk arkitektur under 1930- och 1940-talen. KFAI:s chef, Eskil Sundahl, ansvarade för en skolutställning på Stockholmsutställningen 1930. Kooperativa förbundet visade även en Konsumbutik som var placerad mitt i villaområdet. Förutom kontorets chef Eskil Sundahl (åren 1925-1958), fanns här bland andra Olof Thunström, Artur von Schmalensee och Erik Ahlsén. Under Eskil Sundahl utvecklades KFAI till Sveriges största arkitektkontor med 70 anställda 1935. KFAI uppmärksammades även internationellt för sin verksamhet, bland annat besökte Le Corbusier KFAI under sitt Stockholmsbesök 1933. Kontoret blev också ofta anlitat vid utredningar och gjorde flera rapporter och böcker om arkitektur och byggande. Olof Thunström författade till exempel böckerna Toaletter och badrum (1942) och Bad i hemmet förr och nu (1946).
KFAI genomförde att antal stora projekt för KF under 1930-talet. KF:s centrallager uppfördes 1930–1933 för Konsumentföreningen Stockholm efter ritningar av arkitekterna Eskil Sundahl och Eric Rockström. KF:s satsning på lamptillverkning av KFAI uppdraget att bygga en modern lampfabrik i södra Stockholm. Lumafabriken ritades av Artur von Schmalensee. Kooperativa förbundets huvudkontor uppfördes 1934–1936 i hophängande huskroppar klädda i ljus marmor och ritat i en funktionalistisk arkitekturstil av arkitekterna Eskil Sundahl och Olof Thunström. Sundahl och Thunström skapade ett tidigt exempel för arkitektur som marknadsföring. När KF tog över Gustavsbergs porslinsfabrik fick KFAI och Olof Thunström flera stora uppdrag när nya fabriker skulle byggas under 1940-talet. Thunström ritade även flera bostadsområden och kommunhuset Runda huset i Gustavsberg. KF fick återkommande stadsplaneringsuppdrag.
Efterkrigstidens fokusering på varuhus och fabriksbyggnader innebar att man gav upp bostadsskapandet. På 1950- och 1960-talen uppfördes KF:s undervisnings- och konferensanläggning (Vår Gårds konferensanläggning) på Vår Gård i Saltsjöbaden, där Dag Ribbing stod för de gedigna tegelhusen. Lennart Uhlin var avdelningschef för Kooperativa förbundets arkitektkontor 1946-1952. Den omfattande verksamheten gjorde att KFAI 1960 hade sin verksamhet på åtta olika platser i Stockholm. Industriavdelningen var på Åsögatan och arkitektavdelningen på Magnus Ladulåsgatan 11.

### Industribyggnader, varuhus och stormarknader

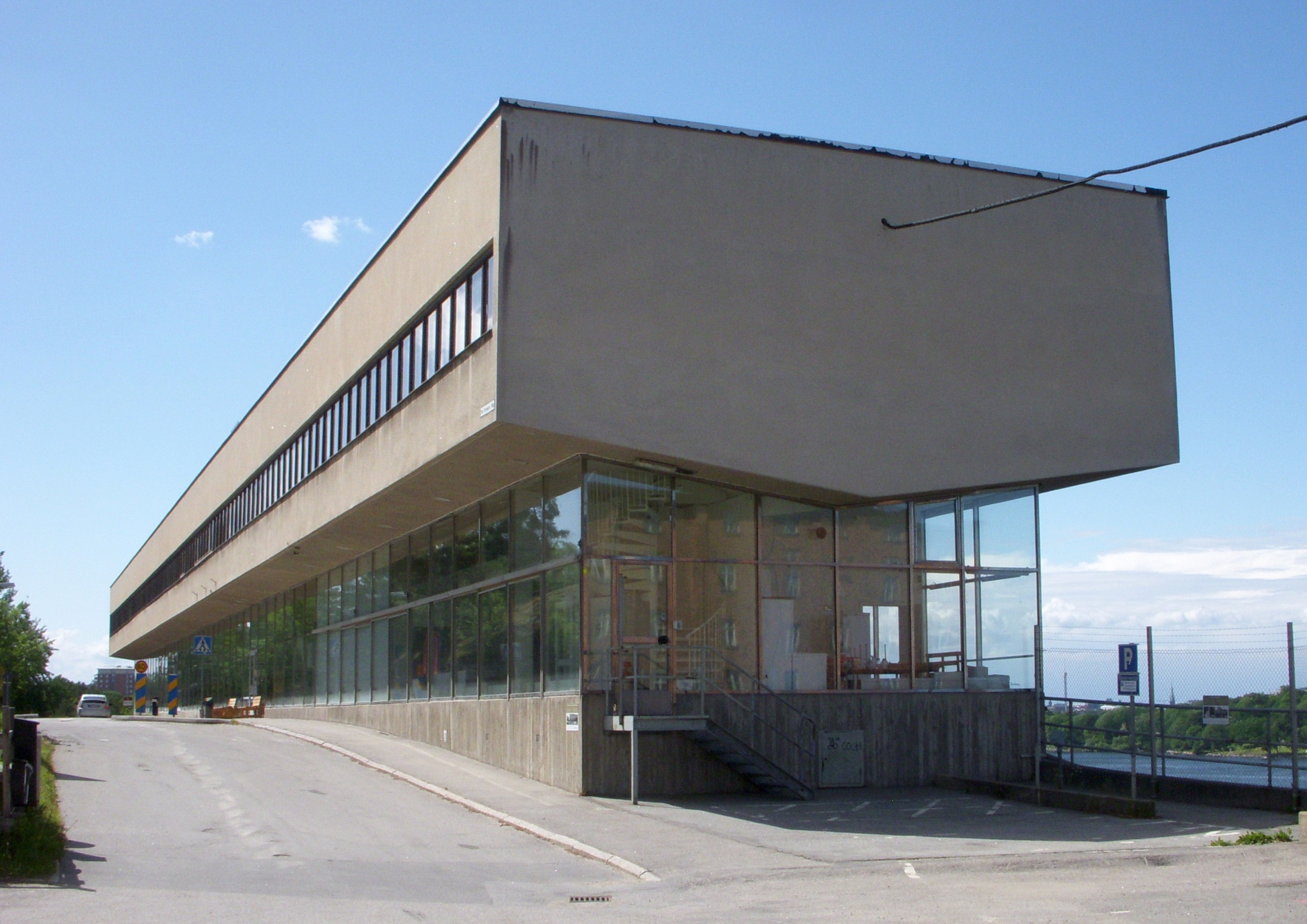
Munspelet i Nacka, uppfört 1966. I byggnaden finns idag bland annat Kvarnholmen Utveckling AB (KUAB).

1960-talet innebar ett generationsskifte där många av de arkitekter som funnits med sedan starten gick i pension. Nya arkitekter var verksamma: Kornél Pajor, Valdemar Hagström, Lars-Olof Rylander, Lars Malmström och Karl-Erik Ljunggren. Bland 1960-talets verk återfinns bland annat Claes Totties och Olof Thunströms spisbrödsfabrik på Kvarnholmen (1964). Claes Tottie ritade den funktionalistiska kontorsbyggnaden för Kvarnen Tre Kronor i Nacka som uppfördes 1964–1966. Det indragna undre planet klättrar ner för Kvarnholmens bergsbrant och är helt glasat. På grund av sitt säregna utseende kallas huset för ”Munspelet”. Ritningarna för byggnaden påbörjades av arkitektkollegan Olof Thunström men fullföljdes av Tottie efter Thunströms död.
1960-talet blev byggandet av ett stort antal Domus-varuhus en dominerande del av kontorets uppgifter. I flera svenska städer byggdes stora Domusvaruhus. I Göteborgs byggdes ett helt kvarter på Kungsportsavenyn bestående av Domus och hotell. Hotellet drevs av det KF-anknutna Reso AB. Kontoret fick från slutet av 1960-talet uppdraget att realisera nya stormarknader, bland annat Obs! Bäckebol i Göteborg. För KF ritades bland annat det nya Kafferosteriet i Gäddviken. Bland industrianläggningar hörde oljeraffinaderiet i Lysekil (Scanraff) (färdigställt 1975) till 1960-talets största projekt. Uppdraget kom från Oljekonsumenternas förbund (OK) och leddes av Joen Sachs 1968–1972. Utbyggnaden av KF:s huvudkontor (Glashuset) av Jan Lunding stod klar 1974. KFAI hade under många år sina lokaler i KF-huset vid Slussen i centrala Stockholm.

### Nedläggning
Kontoret drabbades av lågkonjunktur i början av 1970-talet och antalet anställda minskade. 1981 upphörde KFAI som eget bolag och blev KF Bygg AB. Verksamheten samlades på Magnus Ladulåsgatan 11 för att året efter (1982) flytta till Fiskargatan 8 på Södermalm (Bångska huset). År 1985 bytte kontoret namn till KF Bygg som 1990 lades samman med Riksbyggens konsultverksamhet Riksbyggen Konsult i det nya bolaget Arkitektur & Teknik AB (AoT AB). Verksamheten flyttades till Värtan. Finanskrisen slog hårt mot byggbranschen samtidigt som KF omstrukturerade sin verksamhet. KF överlät verksamheten till Riksbyggen för en krona 1993, varpå Riksbyggen lade ner verksamheten 1994.

## Verk i urval
I kronologisk ordning.
- Havregrynskvarn, Nacka kommun, (1927–1928)
- KF-huset vid Stadsgården (1936 och 1974)
- Hornsbergsdepån, bussgarage (1931 och 1938)
- Kvarnholmen, Nacka med Tre kronors väg, bostadshus (1927–1934)
- Fullersta bio, Huddinge kommun (1932–1933)
- PUB, tillbyggnad av varuhuset, Stockholm (1933–1940)
- Makaronifabriken på Kvarnholmen (1934)
- Lumafabriken (1930)
- Katarinahissen (1935)
- KF:s centrallager vid Stockholms södra station (1930–1933)
- Runda huset i Gustavsberg
- Solna kyrkvägs radhusområde, Sona, (1943–1950)
- San Remo bageri, Västberga (1957–1960)
- Domusvaruhuset i Kristianstad
- Konsumhallen i Hjo, Hamngatan/Floragatan (1965)
- Kafferosteriet i Gäddviken, Nacka kommun, (1969–1970)
- Domus på Kungsportsavenyn med Hotell Rubinen, Göteborg
- Obs! stormarknad Bäckebol, Göteborg
- Scanraff, Lysekil (1975)

## Historiska bilder i urval

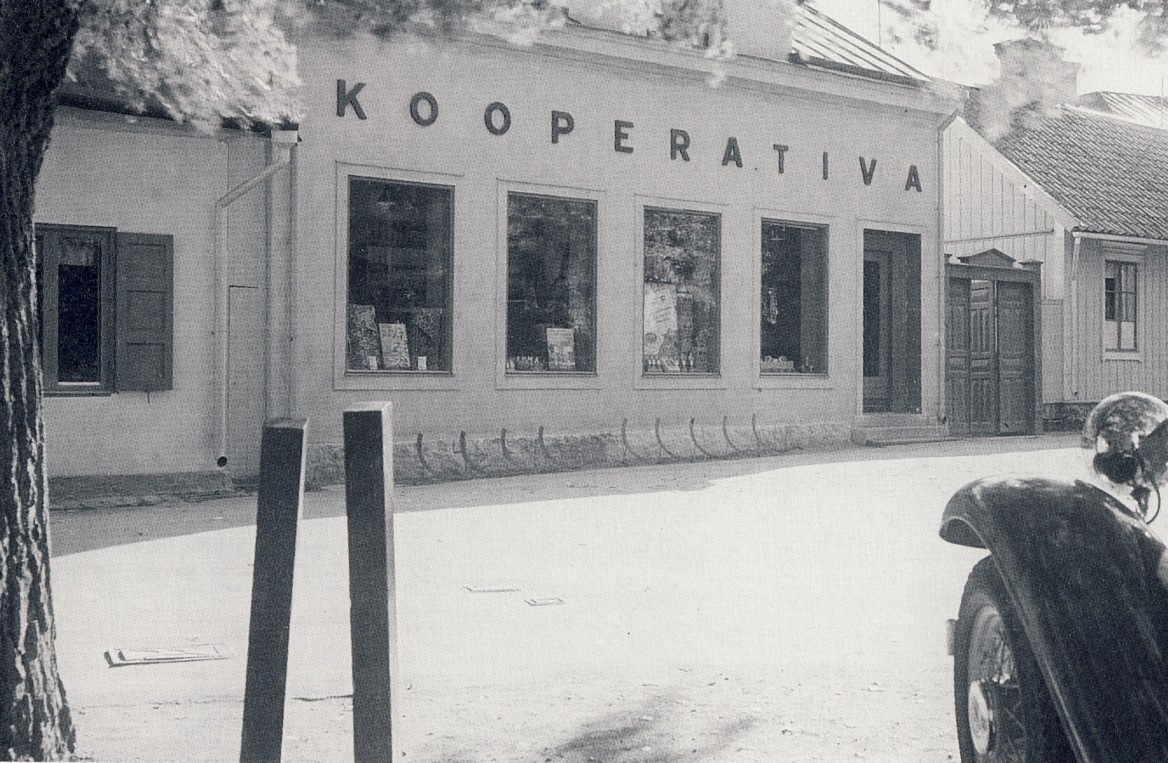
Konsumbutik för Sigtunas kooperativa handelsförening
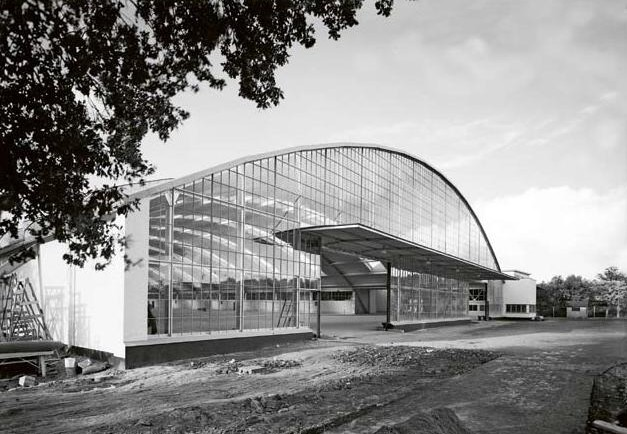
Hornsbergsdepån, 1930-tal
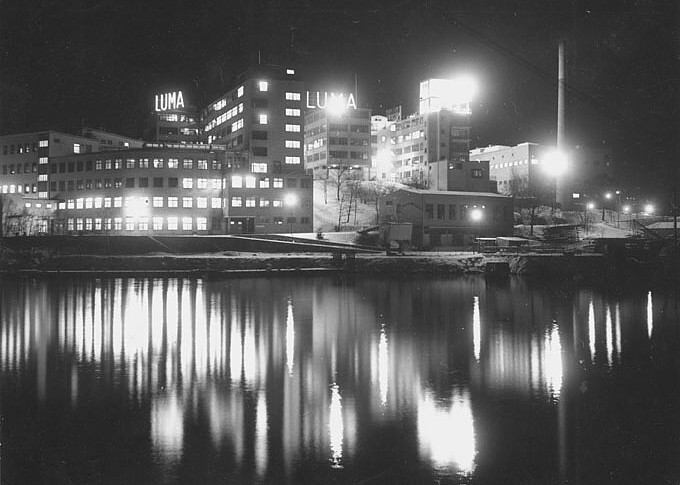
Lumafabriken, 1930-tal
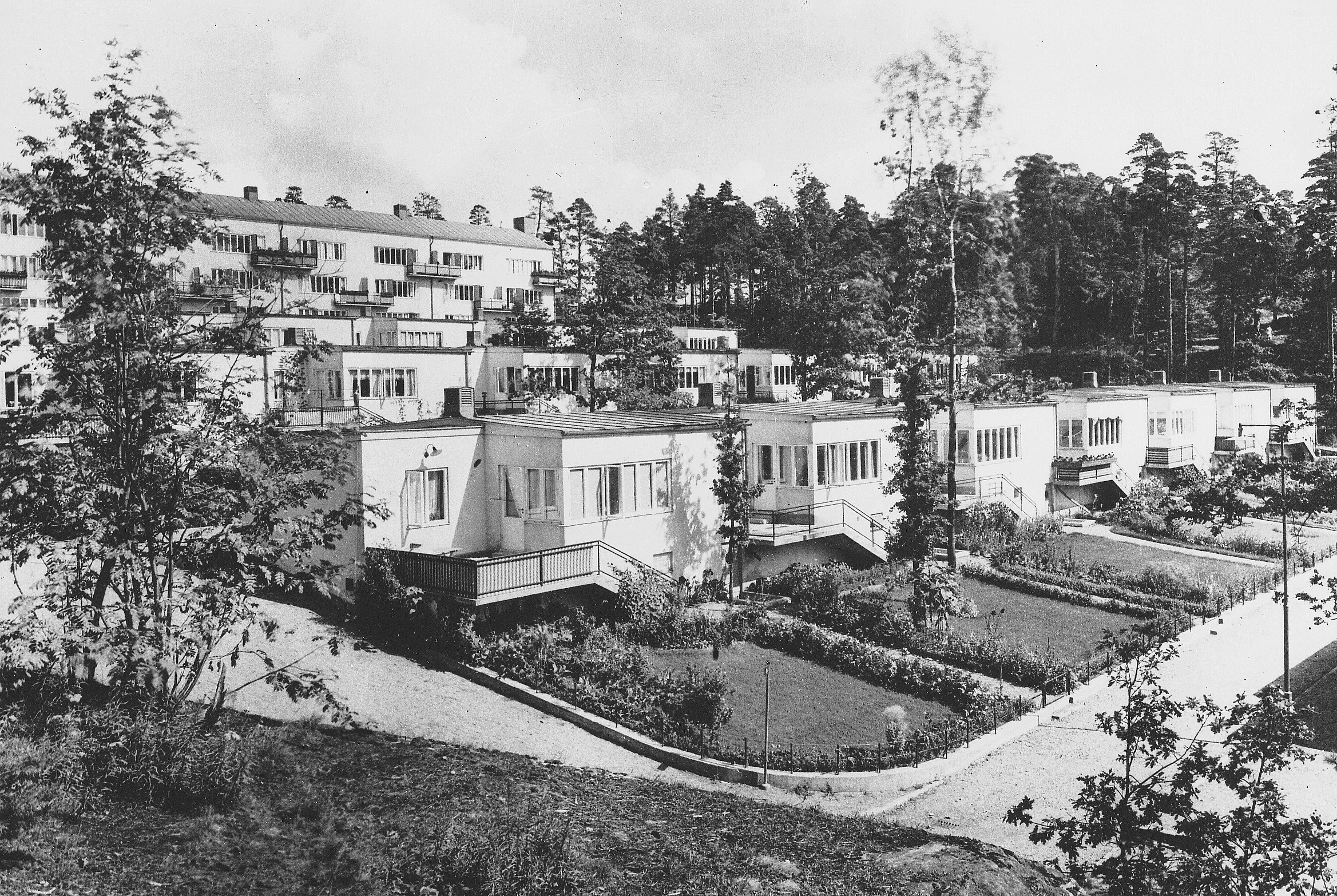
Radhusområde på Kvarnholmen, 1930-tal
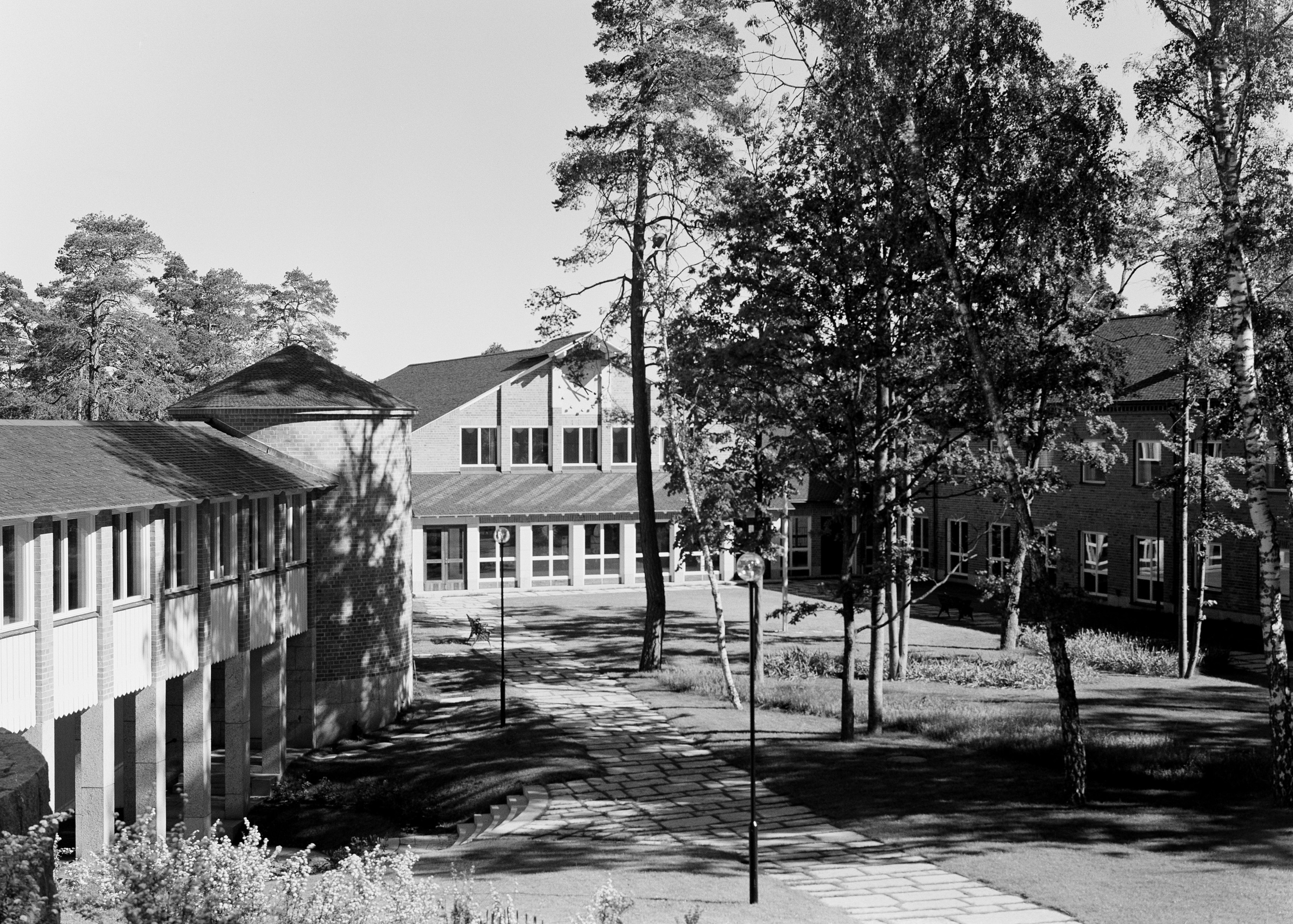
Vår Gårds konferensanläggning, 1950-tal
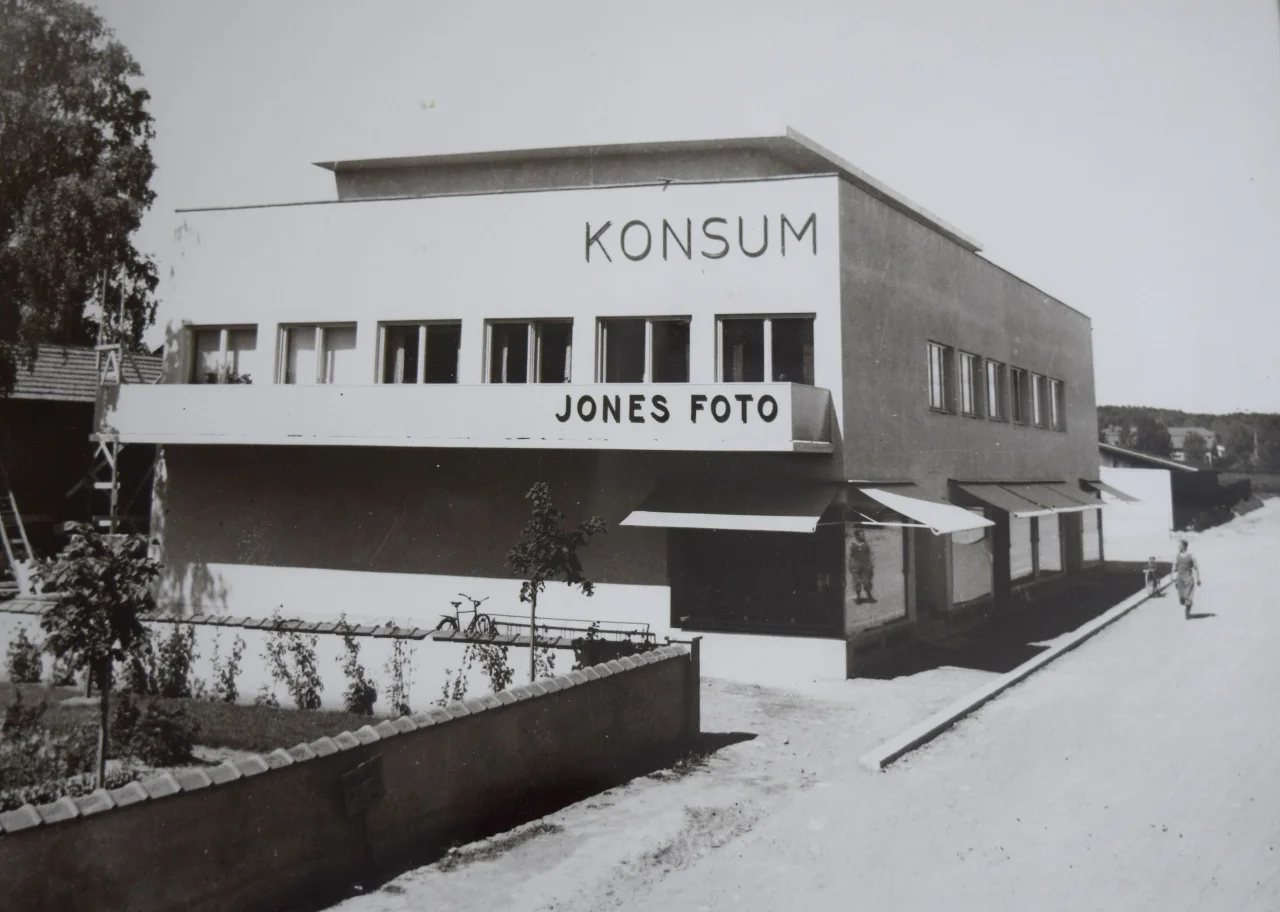
Konsumbyggnaden, Leksand, av Ville Tommos, 1932

### Fotnoter
1. 1 2 3 4 5 6  Brunnström 2004
2. ↑  Den moderna staden tar form, s. 425
3. ↑  Särskild värdefulla hus i centrala Skellefteå.[död länk]
4. ↑  Dagens Nyheter: Arkitektur för ett folkhem, publicerad 2004-11-07.
5. ↑  Bedoire 1977, s. 107
6. ↑  Brunnström 2004, s. 84f
7. ↑  http://www.svd.se/folkhemsbygget-i-kfs-regi